# 叠韵
叠韵是汉语音韵学中的一个术语。指两个不同的汉字具有韵腹和韵尾相同的关系。
两个字具有叠韵关系的双音节词，则称为叠韵词。例如“荒唐”，“徘徊”，“螳螂”等在现代汉语中都是叠韵词。
绝大多数时候，要考察两个字是否叠韵，两个字必须要同在某一特定的历史时期。比如“匍匐”，在现代汉语中韵母都是u (ㄨ)，属叠韵；在中古汉语和上古汉语语音中，“匍”属阴声韵，“匐”属入声韵，两字不叠韵

## 叠韵词
两个字具有叠韵关系的双音节词，则称为叠韵词。例如“号啕”，“绝学”，“外快”等在现代汉语中都是叠韵词。
“号啕”的韵母都是ao (ㄠ)；

“绝学”的韵母都是üe (ㄩㄝ)；（üe前面拼j,q,x时写成ue，拼n,l时仍然写成üe）

“外快”的韵母都是uai (ㄨㄞ)。

## 参看
- 联绵词
- 反切
- 训诂
- 双声
- 押韻